# Körös (fiume)
Il Cris (Körös in ungherese, in rumeno Criș, in tedesco Kreisch) è un fiume dell'Ungheria orientale affluente di sinistra del Tibisco presso Csongrád.
Il Körös scorre nella Grande Pianura Ungherese nelle contee di Békés e Csongrád-Csanád. È formato dalla confluenza presso la città ungherese di Gyula dei fiumi Fehér-Körös (Cris bianco, in rumeno Crișul Alb) e Fekete-Körös (Cris nero, in rumeno Crișul Negru). Presso Gyomaendrőd il Körös riceve il Sebes-Körös (Cris veloce, in rumeno Crișul Repede). Tutte e tre i fiumi suddetti nascono sui monti Apuseni, in Romania.